# Simone Melchior
Simone Melchior Cousteau (ur. 19 stycznia 1919 w Tulonie, zm. 1 grudnia 1990 w Monako) – francuska podróżniczka, żona i partnerka biznesowa światowej sławy badacza mórz i oceanów Jacques'a-Yves'a Cousteau; matka Jean-Michela Cousteau, Philippa Cousteau. 
Była jedną z pierwszych kobiet (prawdopodobnie pierwszą z uwagi na to, że jej mąż był współwynalazcą nowoczesnego automatu oddechowego oraz akwalungu) zajmujących się nurkowaniem, przy wykorzystaniu do tego celu profesjonalnego sprzętu. Była u boku męża podczas jego największych podwodnych dokonań. Pomagała mu w finansowaniu jego wypraw, kontaktując go z ludźmi, którzy dostarczyli pieniądze konieczne do skonstruowania odpowiedniego sprzętu. Pomogła między innymi sfinansować zakup i przekształcenie trałowca Royal Navy w słynny statek badawczy Cousteau, który otrzymał nazwę Calypso.
Jakkolwiek nigdy nie była widoczna na planie filmowym serii Undersea World Jacques'a-Yves'a Cousteau, Simone grała kluczową rolę w pracy na morzu. Pełniła dla całej załogi rolę matki, uzdrowicielki, pielęgniarki oraz psychiatry przez 40 lat, otrzymując pseudonim "La Bergere" (pol. Pasterka).